# Бун (окръг, Западна Вирджиния)
Вижте пояснителната страница за други значения на Бун.
Окръг Бун (на английски: Boone County) е окръг в щата Западна Вирджиния, Съединени американски щати. Площта му е 1303 km², а населението – 24 478 души (2012). Административен център е град Мадисън.